# Starrcade (1987)
Starrcade '87: Chi-Town Heat fue la quinta edición de Starrcade, evento de la National Wrestling Alliance y el primer evento de la NWA en ser transmitido como Pay-per-view. Tuvo lugar el 26 de noviembre de 1987 desde el UIC Pavilion en Chicago, Illinois

## Resultados
- Sting, Michael Hayes y Jimmy Garvin (con Precious) empataron contra Eddie Gilbert, Rick Steiner y Larry Zbyszko (con Baby Doll)
  - El empate ocurrió al terminar el tiempo límite de 15 minutos
- Steve Williams derrotó a Barry Windham reteniendo el Campeonato Peso Pesado de la UWF.
- Ricky Morton y Robert Gibson derrotaron a Bobby Eaton y Stan Lane (con Jim Cornette y Big Bubba Rogers) en un Scaffold Match
- Nikita Koloff derrotó a Terry Taylor (con Eddie Gilbert) unificando el Campeonato Mundial de Televisión de la NWA con el Campeonato Mundial de Televisión de la UWF.
- Arn Anderson y Tully Blanchard (con James J. Dillon) derrotaron a Road Warrior Animal y Road Warrior Hawk (con Paul Ellering) via descalificación reteniendo el Campeonato Mundial en Parejas de la NWA.
- Dusty Rhodes derrotó a Lex Luger (con James J. Dillon) en un Steel Cage Match ganando el Campeonato de los Estados Unidos Peso Pesado de la NWA.
- Ric Flair (con James J. Dillon) derrotó a Ron Garvin en un Steel Cage Match ganando el Campeonato Mundial Peso Pesado de la NWA